# Episodi di Mystery 101
La prima e unica stagione della serie televisiva Mystery 101, composta da 7 episodi, è stata trasmessa negli Stati Uniti su Hallmark Movies & Mysteries dal 27 gennaio 2019 al 12 settembre 2021.
In Italia è andata in onda dal 29 marzo 2020 al 24 agosto 2024 su Rai 2.
| nº | Titolo originale                    | Titolo italiano                 | Prima TV USA      | Prima TV in italiano |
| -- | ----------------------------------- | ------------------------------- | ----------------- | -------------------- |
| 1  | Mystery 101                         | I delitti dell'Elmstead College | 27 gennaio 2019   | 29 marzo 2020        |
| 2  | Mystery 101: Playing Dead           | Sipario mortale                 | 23 giugno 2019    | 15 novembre 2020     |
| 3  | Mystery 101: Words Can Kill         | Omicidi di carta                | 15 settembre 2019 | 13 gennaio 2021      |
| 4  | Mystery 101: Dead Talk              | Discorsi letali                 | 22 settembre 2019 | 13 gennaio 2021      |
| 5  | Mystery 101: An Education in Murder | Diploma in omicidi              | 29 marzo 2020     | 27 febbraio 2022     |
| 6  | Mystery 101: Killer Timing          | Tempismo omicida                | 22 marzo 2021     | 12 marzo 2022        |
| 7  | Mystery 101: Deadly History         | Storia letale                   | 12 settembre 2021 | 24 agosto 2024       |

## I delitti dell'Elmstead College
- Titolo originale: Mystery 101
- Diretto da:
- Scritto da:

## Sipario mortale
- Titolo originale: Mystery 101: Playing Dead
- Diretto da:
- Scritto da:

## Omicidi di carta
- Titolo originale: Mystery 101: Words Can Kill
- Diretto da:
- Scritto da:

## Discorsi letali
- Titolo originale: Mystery 101: Dead Talk
- Diretto da:
- Scritto da:

## Diploma in omicidi
- Titolo originale: Mystery 101: An Education in Murder
- Diretto da:
- Scritto da:

## Tempismo omicida
- Titolo originale: Mystery 101: Killer Timing
- Diretto da:
- Scritto da:

## Storia letale
- Titolo originale: Mystery 101: Deadly History
- Diretto da:
- Scritto da: